# آندرش نومهدال
آندرش نومهدال (نروژی: Kristiansund høyere almenskole; ۲۷ ژانویهٔ ۱۸۶۷ – ۶ مارس ۱۹۴۴) باستان‌شناسی اهل نروژ بود.